# Espada Dorada por Valentía
La Espada Dorada por Valentía (en ruso: Золотое оружие "За храбрость") fue una condecoración del Imperio ruso por valentía. Fue establecida con dos grados el 27 de julio de 1720 por Pedro el Grande, reclasificada como orden pública en 1807 y abolida en 1917. Entre 1913 y 1917 fue renombrada como la Espada de San Jorge (Георгиевское оружие) y considerada como uno de los grados de la Orden de San Jorge.

## Condecorados escogidos
- General Alexander von Kaulbars
- Generalísimo Alexander Suvorov
- Mariscal de Campo Mijaíl Kutuzov
- General Pyotr Bagration

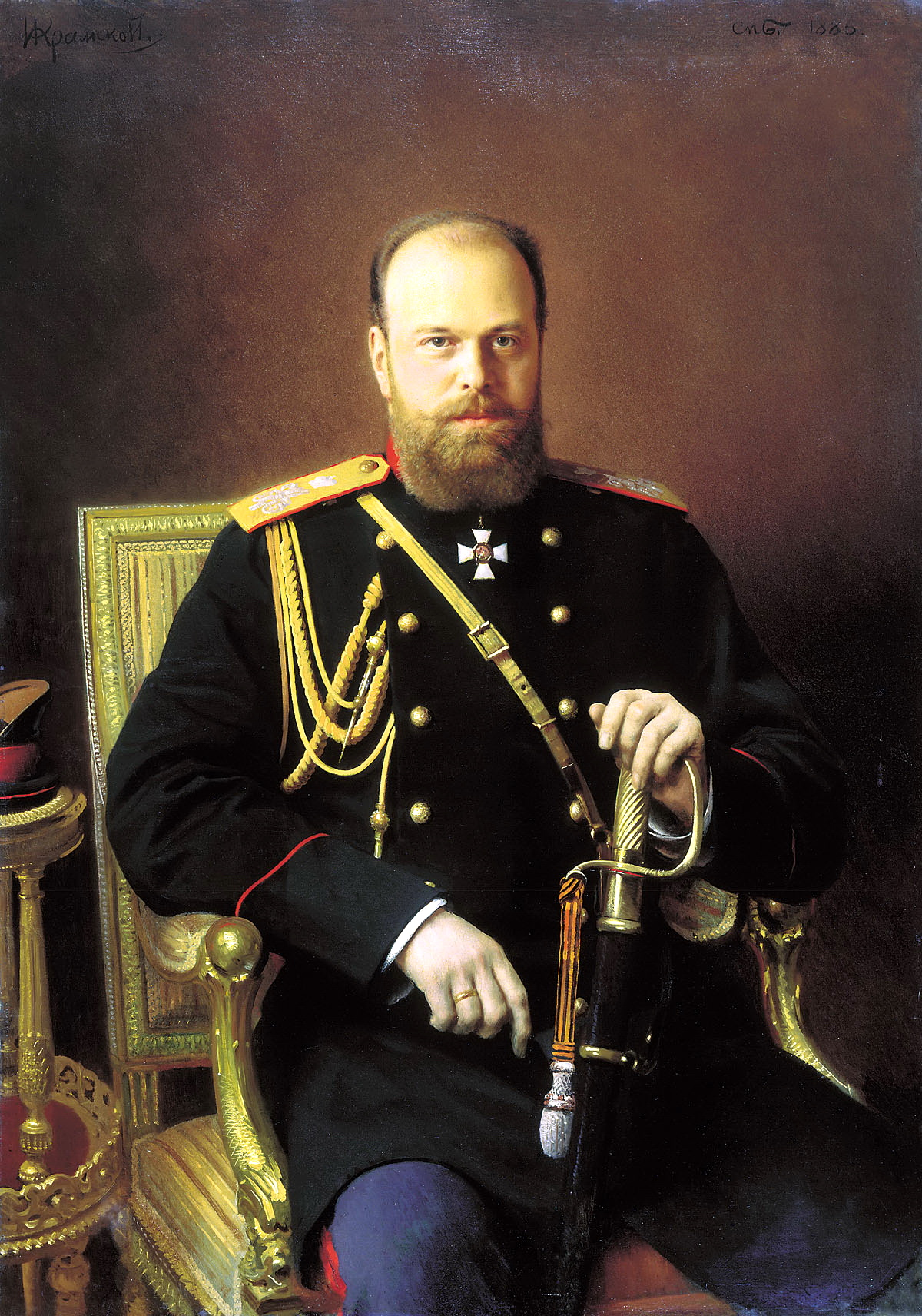
Retrato de Alejandro III con la espada dorada.

- Mariscal de Campo Peter Wittgenstein
- Mariscal de Campo Ivan Paskevich
- Mariscal de Campo Hans Karl von Diebitsch
- Almirante Alexander Menshikov
- General Mijaíl Gorchakov
- Mariscal de Campo Mijaíl Vorontsov
- General Nikolay Muravyov-Karsky
- General Vasili Bebutov
- Mariscal de Campo Friedrich Wilhelm Rembert von Berg
- General Yegor Tolstoy
- Zar Alejandro II
- General Aleksey Brusilov
- General Dmitry Nadyozhny
- General Anton Denikin
- Almirante Alexander Kolchak
- Almirante Pyotr Kitkin
- General Ilya Duka
- General Mijaíl Miloradovich
- General Georgi Emmanuel
- General Peter von Wrangel
- Mayor General Carl Gustaf Emil Mannerheim (después Mariscal y Presidente de Finlandia)
- General Anatoly Pepelyayev
- General Maciej Sulkiewicz